# Гідрогеологія Фінляндії
Гідрогеологія Фінляндії
Територія Фінляндії майже повністю розташована в межах Балтійського гідрогеол. масиву. У розрізі кристалічного фундаменту виділяють три осн. гідродинамічні і гідрохімічні зони: на глиб. 0-800 м, 800-4350 м і 4350-6700 м. До глиб. 100-200 м, де найбільша тріщинуватість порід, коеф. фільтрації 0,005-1 м/добу. 
На глиб. 200-800 м коеф. фільтрації 0,001-0,003 м/добу. Мінералізація вод – до 1 г/л, склад в осн. НСО3- - Са2+ -Mg2+. 
Мінералізація вод 2-ї зони в осн. до 24-56 г/л, рідше 200-250 г/л, склад Cl- - Са2+ - Na+, т-ра 20-80 °C. Мінералізація вод у 3-й зоні не менше 200-250 г/л, склад Cl- - Са2+ - Na+, т-ра 150 °C і більше.
Група мало-водоносних осадових комплексів верх. протерозою і палеозою має обмежене поширення. У четвертинних утвореннях найбільший практич. інтерес представляють води флювіогляціальних і морених відкладів. 
Найвища якість вод флювіогляціальних відкладів (мінералізація до 100-150 мг/л, склад НСО3- - Са2+ -Mg2+, реакція нейтральна), в яких виявлено понад 1100 родов. підземних вод з експлуатаційними ресурсами від 3 до 460 л/с кожне. 
Загальні ресурси підземних вод оцінюються в 40 м3/с. Природні запаси прісних підземних вод 3 км3, що становить бл. 1 % запасів поверхневих вод.